# 高士廉

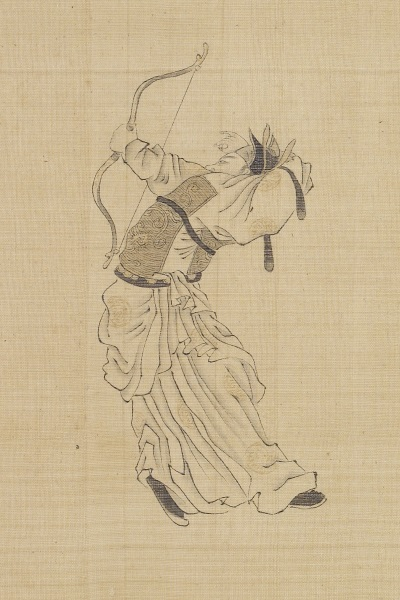
高士廉

高士廉（575年—647年2月14日），名儉，字士廉，以字行，渤海蓨縣（今河北景縣）人。唐代開國功臣，北齐清河王高岳之孙，高劢之子。

## 生平
出身於官宦之家，其妹為隋右驍衛將軍長孫晟之妻，生一子一女，子為長孫無忌，女為長孫氏。妹夫長孫晟病故後，高士廉將妹、外甥全接到自己家中撫養，恩情甚厚。高士廉看到李淵次子李世民才能出眾，便將外甥女長孫氏許配給了他，就是後來的長孫皇后。
長孫皇后的舅父，官至尚書右仆射。唐太宗稱他“涉獵古今，心術明達，臨難不改節，當官無朋黨；所乏者骨鯁規諫”。貞觀十二年（638年）與黃門侍郎韋挺、禮部侍郎令狐德棻、中書侍郎岑文本撰編《氏族志》一百三十卷。有六子高履行、高至行、高纯行、高真行、高审行、高慎行。
他曾作为女方舅父主持李世民和长孙氏的婚礼。

## 评價
史臣曰：高士廉才望素高，操秉無玷，保君臣終始之義，為子孫襲繼之謀。社稷之臣，功亦隆矣；獎遇之恩，賞亦厚矣。

## 子孙
夫人鲜于氏，有六子：履行、至行、纯行、真行、审行、慎行。
- 高履行，袭申国公
- 高至行（623年-650年），名昱，扬州都督府兵曹参军，永徽元年九月二十七日（650年10月27日）卒，年二十八。
- 高纯行
- 高真行（627年-684年），字处道，四岁封乐安公，拜通事舍人，贞观十七年加朝散大夫，仍行通事舍人，寻授左卫率府郎将，除尚乘奉御，永徽初，为沁州刺史，时年廿二。显庆三年，改授延州刺史，显庆四年（659年），牵连表兄长孙无忌朋党案，被贬为文州刺史。麟德元年，加中大夫兼德州刺史，乾封元年加通议大夫守贝州刺史，总章元年迁都督代忻朔蔚四州诸军事、代州刺史，二年，检校单于大都护府长史，咸亨元年加正议大夫、都督幽易妫檀平燕六州诸军事、幽州刺史，上元三年，恩诏追入授右驍衛將軍，俄拜右卫将军。调露二年（680年），长子高岐时任东宫典膳丞，坐章怀太子李贤谋逆案，真行手刃之，仍弃其尸于衢路。高宗闻而鄙之，贬真行为睦州刺史。文明元年（684年）为潮州司马，其年九月二日（684年10月15日）卒于虔州（江西赣州市）之旅舍，春秋五十七。
  - 高岐，典膳丞，永隆元年（680），卷入章怀太子李贤谋逆案，被父亲杀死。（《资治通鉴》载：真行以佩刀刺其喉，真行兄户部侍郎审行又刺其腹，真行兄子琁（高履行之子）断其首，弃之道中。上闻之，不悦，贬真行为睦州刺史，审行为渝州刺史，琁为循州司馬。）
  - 高嶠，司門郎中、湖州司仓
  - 高峻，殿中丞、蒲州長史
    - 高迥，餘杭令
      - 高彪，著作佐郎、崇賢館學士
        - 高炅，侍御史、倉部員外郎
        - 高集，太原少尹，兼御史中丞
          - 高允恭
          - 高少逸，工部尚書
          - 高元裕，字景圭，初名高允中，吏部尚書、渤海縣男
          - 高允誠
            - 高錫望，字協中
            - 高暐，字暈
            - 高殷，字贊禹
              - 高濟，字德昌
              - 高汶，字魯昌

      - 高熊，和州刺史
      - 高象，魏州別駕
        - 高重，字文明，檢校戶部尚書、渤海縣子
          - 高元經，河南兵曹參軍
          - 高德明，大理評事
          - 高光庭，右金吾，冑曹參軍
          - 高由庚，華州參軍
          - 高公衡，河中觀察支使
            - 高育，字全之

  - 高嵊，祠部郎中
  - 高岫，右卫郎将
    - 高态，嫁唐朝议郎、前行婺州义务县令窦某
- 高审行，尚书右丞、雍州长史、户部侍郎、渝州刺史
  - 高嵘，右监门卫中郎将
    - 高惠恭，巴州刺史
- 高慎行

另有二孙：高嶧，廬州刺史；高崙，倉部郎中。

## 高士廉茔兆记
大唐故开府仪同三司尚书右仆射上柱国赠司徒并州都督申文献公之茔兆记

银青光禄大夫中书侍郎上柱国高阳县开国公许敬宗撰

口口府录事参军事赵模书

　　盖闻高阳洪胄，响振虞庭，高口馀口，光口口口，其有俟于此者，粤申文献公也。公讳俭，字士廉，渤海蓨人也。昔口口齐，口膺灵命。哲河疏壤，咸树懿亲。执玉口金，宠隆磐石，酆郇鲁卫，并扬芳于国风；口口口口，口口济於皇谍。亦既昭於史册，此可略而言焉。曾祖翻，后魏侍中、太尉、假黄钺、录尚书事、齐清河孝宣帝即神武帝口口口口。口口韬口，躬亲拥树。口口破产，密结英雄。道济雷口，实资宣力。祖岳，尚书令、太尉、录尚书、京畿大都督、太宰、假黄钺、清河昭武王口口口口口口口口口口口口口口口口景口远度口口口口口其口口。口天枢而独运，挻埴缙绅；口羲口以长驱，抚口封域。是以工哥懋绩，遗响被於云英；史书休范，余烈载於典册。父劢，袭爵清河王，改封乐安国、北口州行台侍中、尚书右仆射，入隋，历扬、楚、光、洮四州刺史。口口周之列国，礼乐归於伯禽；喻炎汉之宗口，诗什兴於郢客。即而三台覆构，紫柏生榛，八水移居，一门养素，朝嘉懿德，礼越箕微，帝念惟良，口口符竹。公星辰口彩，口口口之秀口；口口口口，口玄液之英口。口口先机口口，口口口口。口同下问，学靡常师，驰骋九流。因心而时合；翱翔六艺，寓目以研几。玄口口口，体口溪而神解；精通庙略，望鬼谷以心期。辨激箭口口口，无口之口；口衡笔于门口，有口口口。由是，公（阙十三字）素里。起居舍人崔祖濬学富扬班；中书侍郎薛道衡文衡张左，莫不闻风扼腕，申以忘年之交。承闲载酒，服其后生之义，虽复韩口之致，石口之留口，汉口之口口，蔡雍之倒履，口口口合，无以加焉。口口口口口，敬从宾贡，射策高第，除奉礼郎，奏太子舍人事。若夫乘云游雾，口渐陆以高骧；拂日摩霄，口尺木而为本。聊同蠖屈，意在口口。隋口口口口口口长、兵部侍郎，口口口口口口口奔公坐（阙十一字）贾生口服，犹且口口；马氏观口，不忘哀口。豁然无愠，独口於公。雅量口口，由斯口口。於时，朝庭遐阻，鲸鲵孔炽，潇湘口口，枭獍（阙九字）略口公（阙十九字）。大唐握符创膺，革命受昌，来苏之口，口沾泽口。武德三年，口口景（阙十九字）。于时，百度肇始，三辅未靖。口阳之口，善多恶少；芒竹之口，尚口桴鼓。以公为雍州司马，加大将军，所奉之牧即文皇帝也。神武开基，风云感从，庶口人（阙六字）佑之口既（阙六字）哲之口口口契于龟兆，既而圣口相得，口口口从，沃口襟若口口，进秘策如投水，故以润色天造，发潜机于大横；岂止光赞潘条，扬德晖於乐善，若斯而已也。及会昌伊始，五蛊口口，太宗入备前星，引为右庶子，俄而紫宸口口，追口口之远游；口口口口，口姑射之清赏。释兹口负，属口明储。旧邦之命惟新，喉唇之寄斯重，即以其日进拜侍中，封义兴郡公，邑二千户，真食益州赋九百户。丰貂缛礼，发天枢之荣曜，桓桂分器，擬口口之口口。以口勋口，允谐佥口。珠皋薄俗，解珮口口。章华负口，剽轻口口。贯通夷落，口黑带口之乡；地接蛮陬，斜界青丘之国。变其流荡，必俟仁明。是以命公为安、抚、广、高、循五督府四十八州诸军事、安州大都督，（阙十二字），政成綦月。蜀王以龆年作牧，启口华阳，又命公为益州大都督府长史，进位左光禄大夫。昔日帝子居口，平阳为其国相；口华锡赵，口宪总其藩条。今之口寄，允膺斯举。既而口口口口，公口口口，口口长驱，仁风驰於剑栈；开黉设教，德化被於口讴。是使蜀国鸣弦，永绝琴心之口；口口险道，无复发卒之忧。寻进封许国，授吏部尚书。激浊扬清，别九流之泾渭；升真黜伪，区三端之口口。遂使朝无口服，野绝商哥。得人之效，由兹尽善；多士之议，于斯可咏。又以洁流之道，义在澄源；收实之宜，由口正本。请定氏族，有诏从焉。於是错综人纶，发明优劣；铨量世系，考正高卑。不失锱铢，等口衡於口口；口口口紫，若口镜口口口。表定嘉名，称为《大唐氏族志》，合百廿卷。诏颁四海，帝畴乃庸。加位特进、上柱国，俄改封申国公，检校申州刺史，余官并如故。口令子孙继世承袭。公口口体国，见义忘私，遵萧何师俭之规，口延吴口口之口。珪口照邸，逾执蹈海之口；天口口口，口口口口之口。帝高其志，竟不违之。俄升为尚书右仆射。（阙十字）若舒耀之流空元天；口口口朗，口口峰之载极宸口。於是曾隆进位开府仪同三司，余官并如故。口口绿紱，寄深论道；甲第黄扉，口膺口口。口口口口赐机，礼及安车。口止之仪，抚落本而口感；口荣之口，口口踵而口辞。火口恶口，叫口阍而累口；老口口口，沥肝胆以披情。频抗广德之口，固执口口之谦。口口唯停口务，依旧犹总机衡。口口奉敕撰著《文思博要》，于是包含七略，抚孔口于綈緗；纳口百家，采口口于简牍。怀铅甫就，望海不测，其澜汗口口，口瞻天靡，详其际合，千二百卷，上于延阁。驾幸辽阳，摄太子太傅。公于今上，亲居外戚。外备遵师之道，内尽家人之礼。每旦朔朝，必加优礼。凡口断口，咸事咨询。口口据案，口令凭机。及和銮入塞，储驾奉迎。公从至并州，而风劳发动，乃降口驷，口疾私庭。及至京师，弥留口损，中使络绎，相望道路，手诏纷纶，殷勤旦夕。从幸灵武，益增沉疾。还口京师，口口口口。帝亲驻跸，不口命舆。口口口口，仍口口口。天慈临诀，口死对扬。言动胸怀，抚口流欷。还宫辍膳，悲不自胜。粤以贞观廿一年正月五日，薨於正寝。中使还奏，清口出宫。（阙十四字）不念。是日公甥司徒无忌惧劳圣体，驰谒道次，口口固争。上难违之，方使旋旆，望庐而悲。纠缠左口，乃命特进、太子詹事英国公勣持节册赠司徒、使持节都督并汾箕岚四州诸军事、并州刺史，谥文献公，加殊礼也。有诏及夫人鲜于氏，并陪葬於昭陵。给班剑卌人，羽葆鼓吹。凶事所须，并令官给。即以其年二月廿八日安厝於九嵕山之南趾，墓而不坟。口口之日，敕京官五品以上口口于郊外西行之路至于墓所。太宗亲御城楼，俯临恸哭。灵口灭影（阙十五字）不胜丧。敕中书侍郎许敬宗赉旨慰问，喻使节哀，口令从礼。又手敕公甥司徒无忌曰：“卿有风疾，宜须抑情。朕观履行，何可堪处。”恩深追往，润本口口。触绪口哀，口口口口。口口口口口纂图，追褒佐命。特令配享太宗庙庭。洎於胤子绍封，例口口户，口口口口口，口口口口口。口姿英口，风仪朗秀，口容可法，贞口若神。下笔敷口，皆为警策；兴言吐论，尽口精微。加以识照萌端，理生意表。兰薰玉润，天义口於口贤；推信敷仁，雅道浃於君子。知口之性口灵（阙二十字）。衣冠辐凑，兢涉桃溪；口口相趋，第如芝室。望仙舟而不远，企彼云霄；倚玉树而多口，口其朱紫。洎乎休口在运，物色相求，乾宇初隆，郁居时栋。大钧始播，俄为世范。（阙二十一字）於口海。检身能口，利物斯口。在满思沖，推恩乃博。翊平口之化，口春露之口沾；通夷夏之情。若条风之必靡。加以义方内口，绍曲阜之观乔；宅相外融。追何甥之酷似，於是自（阙十一字）公口私口口，酌其模楷，可谓口口上德、国老人英者焉。及税驾东川，撤悬西第，太宗顾瞻台耀，想托口口而究口流，口云台（阙十四字）丰碑。口口之唱将兴，俄钟遏密之痛；爻象之文方焕，遽迫晏驾之哀。小臣履行，面承恩旨，刻肌刻骨，悲大文之德曜；贯胸贯心，惧家声之莫纪。窃惟太阳沈彩，口烛无口。继（阙十三字）斯义，弗敢树碑，是用琰琬口芳，记于茔兆而已。

碑侧题记

大唐会昌四年五月四日，六代孙尚书右丞元裕准口口口口昭陵祈告，因口口口茔所。

六代孙正议大夫、行给事中、上柱国、渤海县开国男食邑三百户、赐紫金鱼袋少逸口口口口不获口口口口口，谨附名题于碑侧。大唐会昌四年五月十五日书

## 延伸阅读
[在维基数据编辑]
 在维基文库阅读此作者作品（ 在维基共享资源阅览影像）
 《舊唐書·卷65》，出自刘昫《舊唐書》
 《新唐書·卷095》，出自《新唐書》